# Campeonato Nacional de Montanha de 2014
O Campeonato Nacional de Montanha de 2014 foi composto por 8 provas, de norte a sul do país.
Para efeitos de classificação foram contabilizados os 7 melhores resultados. Todos os pilotos que participaram nas 8 provas do calendário receberiam 5 pontos de bónus. Em cada prova foi atribuído um ponto extra para o piloto mais rápido da subida não contabilizada (o resultado final de cada prova é o somatório das 2 melhores subidas) e outro ponta extra para o piloto mais rápido nos treinos oficiais.

## Vencedores
| Prova                                 | Lugar | Piloto               | Carro                  |
| ------------------------------------- | ----- | -------------------- | ---------------------- |
| Rali da Penha 26-27 Abril             | 1     | Pedro Castañon       | Juno CN09              |
| Rali da Penha 26-27 Abril             | 2     | João Fonseca         | Silver Car S2          |
| Rali da Penha 26-27 Abril             | 3     | Rui Ramalho          | Juno CN09              |
| Rampa da Falperra 10-11 Maio          | 1     | Rui Ramalho          | Juno CN09              |
| Rampa da Falperra 10-11 Maio          | 2     | António Nogueira     | Porsche 911 Turbo GT 2 |
| Rampa da Falperra 10-11 Maio          | 3     | Bernardo Sá Nogueira | Silver Car S2          |
| Rampa da Serra da Estrela 7-8 Junho   | 1     | Pedro Salvador       | Tatuus PY012           |
| Rampa da Serra da Estrela 7-8 Junho   | 2     | Pedro Castañon       | Juno CN09              |
| Rampa da Serra da Estrela 7-8 Junho   | 3     | Rui Ramalho          | Juno CN09              |
| Rampa de Murça 5-6 Julho              | 1     | Pedro Castañon       | Juno CN09              |
| Rampa de Murça 5-6 Julho              | 2     | Paulo Ramalho        | Juno CN09              |
| Rampa de Murça 5-6 Julho              | 3     | António Nogueira     | Porsche 911 Turbo GT 2 |
| Rampa da Capital do Móvel 27-28 Julho | 1     | Pedro Castañon       | Juno CN09              |
| Rampa da Capital do Móvel 27-28 Julho | 2     | Rui Ramalho          | Juno CN09              |
| Rampa da Capital do Móvel 27-28 Julho | 3     | João Fonseca         | Silver Car S2          |
| Rampa do Caramulo 7-8 Setembro        | 1     | Carlos Torres        | Norma M20 FC           |
| Rampa do Caramulo 7-8 Setembro        | 2     | António Nogueira     | Porsche 911 Turbo GT 2 |
| Rampa do Caramulo 7-8 Setembro        | 3     | Pedro Castañon       | Juno CN09              |
| Rampa da Penha 20-21 Setembro         | 1     | Pedro Castañon       | Juno CN09              |
| Rampa da Penha 20-21 Setembro         | 2     | Rui Ramalho          | Juno CN09              |
| Rampa da Penha 20-21 Setembro         | 3     | Joaquim Rino         | BRC 05                 |
| Rampa da Sra. da Graça 25-26 Outubro  | 1     | Rui Ramalho          | Juno CN09              |
| Rampa da Sra. da Graça 25-26 Outubro  | 2     | Manuel Correia       | Škoda Fabia S2000      |
| Rampa da Sra. da Graça 25-26 Outubro  | 3     | João Guimarães       | Peugeot 206 RC         |

## Classificação Campeonato Absoluto
| Pos | Piloto               | Modelo                 | PEN1    | FAL   | EST     | MUR     | MOV       | CAR     | PEN2    | GRA       | Pts |
| --- | -------------------- | ---------------------- | ------- | ----- | ------- | ------- | --------- | ------- | ------- | --------- | --- |
| 1º  | Pedro Castañon       | Juno CN09              | 1º 25   | 9º 2  | 2º 18   | 1º 25+1 | 1º 25+1+1 | 3º 15   | 1º 25+1 | -         | 140 |
| 2º  | Rui Ramalho          | Juno CN09              | 3º 15   | 1º 25 | 3º 15+1 | -       | 2º 18     | 5º 10   | 2º 18   | 1º 25+1+1 | 130 |
| 3º  | João Fonseca         | Silver Car S2          | 2º 18+1 | 5º 10 | 4º 12   | 4º 12   | 3º 15     | 4º 12   | -       | -         | 80  |
| 4º  | António Nogueira     | Porsche 911 Turbo GT 2 | 4º 12+1 | 2º 18 | 8º 4    | 3º 15+1 | 6º 8      | 2º 18+1 | -       | -         | 78  |
| 5º  | Joaquim Rino         | BRC 05                 | NT      | 6º 8  | 5º 10   | 5º 10   | 7º 6      | 6º 8    | 3º 15   | -         | 57  |
| 6º  | Manuel Correia       | Škoda Fabia S2000      | 8º 4    | 7º 6  | 7º 6    | 6º 8    | 9º 2      | -       | 5º 10   | 2º 18     | 54  |
| 7º  | Paulo Ramalho        | Juno CN09              | 5º 10   | -     | 6º 8    | 2º 18   | 4º 12     | -       | -       | -         | 48  |
| 8º  | Carlos Torres        | Norma M20 FC           | 7º 6    | 4º 12 | -       | -       | -         | 1º 25+1 | -       | -         | 44  |
| 9º  | Nuno Guimarães       | BRC CM02               | 6º 8    | -     | -       | -       | 5º 10     | -       | 4º 12   | -         | 30  |
| 10º | Joana Barbosa        | Abarth 500             | 10º 1   | 10º 1 | 9º 2    | 8º 4    | 10º 1     | -       | 7º 6    | 4º 12     | 27  |
| 11º | Pedro Salvador       | Tatuus PY012           | -       | -     | 1º 25+1 | -       | -         | -       | -       | -         | 26  |
| 12º | Martine Pereira      | Alfa Romeo 147         | 9º 2    | 8º 4  | -       | 7º 6    | -         | -       | 6º 8    | -         | 20  |
| 13º | João Guimarães       | Peugeot 206 RC         | -       | -     | -       | -       | 10º 1     | -       | -       | 3º 15     | 16  |
| 14º | Bernardo Sá Nogueira | Silver-Car S2          | -       | 3º 15 | -       | -       | -         | -       | -       | -         | 15  |
| 15º | José Pires           | Porsche 996 GT3        | -       | -     | -       | -       | 8º 4      | -       | -       | -         | 4   |

| Posição      | Pontos |
| ------------ | ------ |
| Vencedor     | 25     |
| 2º Class     | 18     |
| 3º Class     | 15     |
| 4º Class     | 12     |
| 5º Class     | 10     |
| 6º Class     | 8      |
| 7º Class     | 6      |
| 8º Class     | 4      |
| 9º Class     | 2      |
| 10º Class    | 1      |
| Fora top-10  | 1      |
| Não Terminou | 0      |

- Pontos bónus:

1 para a melhor subida não contabilizada;
1 para melhor tempo dos treinos oficiais;

## Ligações Externas
- «Sítio oficial»
- www.fpak.pt